# Азартні ігри в Бангладеш
Азартні ігри в Бангладеш є незаконними. Незважаючи на це, азартні ігри є популярними серед населення. Порушення за участь у гемблінгу загрожує в'язницею та/або штрафами, відповідно до статті 18 (2) Конституції Бангладеш.

## Легальність
Значна частина населення Бангладеш є мусульманами. Коран прямо забороняє будь-які форми азартних ігор, через що прийнятий урядом Закон про азартні ігри в Бангладеш забороняє практично всі форми азартних ігор. Єдиними законними видами ігор є ставки на кінні перегони та лотерея.
За регулювання азартних ігор відповідає Комісія з цінних паперів і бірж Бангладеш (BSEC).

## Історія
Закон про азартні ігри в Бангладеш датується епохою британського панування, його було прийнято 1867 року. Спочатку це був закон про азартні ігри в Індії, який згодом успадковувався Пакистаном і Бангладеш. Закон став частиною конституції Бангладеш після проголошення незалежності від Пакистану 1973 року.
Закон кілька разів змінювали та доповнювали, наприклад, вказавши, що лотерея та кінні перегони не є азартною діяльністю. Букмекери, що приймають ставки, повинні сплачувати податок розміром 21 % від прибутку.
Усі види онлайн-казино в країні є незаконними. За організацію азартниз ігор власник штрафується у розмірі 200 так (~2,4$) та/або може бути відправлений до в'язниці терміном до трьох місяців. Гравці штрафуються 100 так і ув'язнюються на термін до одного місяця. 2008 року уряд розглядав підвищення штрафів до 5000 так, але законопроєкт прийнято не було. За участь в азартних іграх в інтернеті закон не передбачує жодного покарання, тому інтернет-казино доволі популярні в Бангладеш.
В лютому 2020-го було заарештовано більше 200 людей, що брали участь у роботі мережу нелегальних казино в Дацці. Організаторами мережі були Енамул Хак та Рупан Бхуіан. На момент арешту брати володіли принаймні 156 квартирами та 22 будинками, прибутки з ігор вони розподіляли на щонайменше 91 банківський рахунок. За даними розслідування, вони протягом 10 років керували мережею гральних закладів, завдяки підтримці місцевої поліції. Під час арешту у них було вилучено 8 кг золота та 6 рушниць.
Влітку 2020 року вище керівництво кількох великих місцевих компаній було оштрафовано за причетність до гемблінгу, в тому числі, ігор в онлайн-рулетку.